# Estadio Inshaatchi
El Estadio Inshaatchi (en azerí: İnşaatçılar stadionu) es un estadio multiusos ubicado en la ciudad de Sumgayit en Azerbaiyán y actualmente es la sede del FC Hekari.

## Historia
Fue construido en 1954 y destinado para los atletas, el Estadio Inshaatchi actualmente es el segundo estadio más grande de Sumgayit después del Estadio Mehdi Huseynzade. La capacidad del estadio es de 5000 personas. En la época soviética también se celebraban partidos de hockey sobre césped en el estadio y es el primer estadio construido en Sumgayit.
El césped del estadio esté en mal estado, por lo que no permite mostrar un juego técnico. Los asientos de madera de las gradas aún no han sido sustituidos. Además, los vestuarios y otros cuartos de servicio necesitan reparación. El destino futuro del estadio, que desde 2016 está en ruinas, sigue siendo un misterio.